# Eisenbahnunfall im Bahnhof Liverpool-Dingle

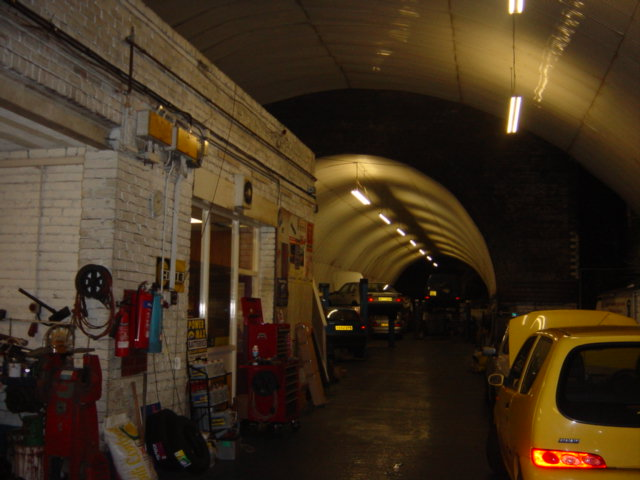
Der Unfallort von 1901 im Jahr 2005

Der Eisenbahnunfall im Bahnhof Dingle am 22. Dezember 1901 war der erste schwere Unfall auf einer elektrisch betriebenen Eisenbahn, bei dem auch mehrere Reisende ums Leben kamen.

## Ausgangslage
Der Bahnhof Dingle in Liverpool war ein Kopfbahnhof und der südliche Endbahnhof der Liverpool Overhead Railway (LOR), einer elektrischen Hochbahn, die die Docks entlang des Merseys miteinander verband. Ein etwa 740 Meter langer Eisenbahntunnel bildete die Zufahrt zu dem unterirdisch gelegenen Bahnhof, dieser Streckenabschnitt war 1896 eröffnet worden.

## Unfall
Am 22. Dezember 1901 gegen 17:38 Uhr geriet im letzten Fahrzeugteil der Elektromotor eines verspäteten Triebwagens, der durch den Tunnel zum Bahnhof fuhr und dort um 17:32 hätte ankommen sollen, in Brand. Der Zug blieb etwa 80 Yards (73 Meter) vor dem Bahnhof im Tunnel liegen. Angefacht durch die im Tunnel durch die Hitze des Brandes entstehende Zugluft griff das Feuer sehr schnell auf die übrigen Wagen und die unterirdischen Bahnanlagen über. Als die Stromversorgung der Stromschiene abgeschaltet wurde, gingen ebenfalls die Lichter der Station aus, sodass die verbleibenden Menschen den Weg zum Ausgang durch den Rauch nicht finden konnten. Dabei starben sechs Menschen, zahlreiche weitere wurden verletzt. Der Bahnhof brannte vollständig aus und musste anschließend für ca. ein Jahr geschlossen werden. Wie in der anschließenden Untersuchung festgestellt wurde, war auch die mangelnde Vorbereitung des Bahnhofs und seines Personals auf ein solches Ereignis mit ursächlich für das Ausmaß der Katastrophe.

## Trivia
Zusammen mit der Liverpool Overhead Railway wurden der Bahnhof Dingle und dessen Zufahrtstunnel am 30. Dezember 1956 stillgelegt. Der Tunnel und der unterirdische Bahnhof werden heute von einer Autowerkstatt genutzt und sind der letzte erhaltene bauliche Rest der ehemaligen Liverpool Overhead Railway.
Am 24. Juli 2012 stürzte ein Teil des Tunnels ein, mehrere über dem Tunnel liegende Häuser mussten evakuiert werden. Im Oktober 2013 begann die Instandsetzung des Tunnels, ab Februar 2014 konnten die Bewohner wieder einziehen.